# Parastesilea grisescens
Parastesilea grisescens är en skalbaggsart som först beskrevs av Stefan von Breuning 1938.  Parastesilea grisescens ingår i släktet Parastesilea och familjen långhorningar.
Artens utbredningsområde är Sulawesi. Inga underarter finns listade i Catalogue of Life.